# 南吕镇
南吕镇，是中华人民共和国海南省屯昌县下辖的一个乡镇级行政单位。

## 行政区划
南吕镇下辖以下地区：
南吕社区、田寮村、里佳村、大城村、三岭村、鹿寨村、五星村、佳塘村、落根村、东岭村、大罗村、咸陆村、龙楼村、郭石村和大路村。